# Michał Mazurek
Michał Maciej Mazurek (ur. 1973) – polski urzędnik i dyplomata; konsul generalny w Manchesterze (2020–2024).

## Życiorys
Michał Mazurek jest absolwentem studiów na Wydziale Prawa i Administracji Uniwersytetu Warszawskiego oraz Krajowej Szkoły Administracji Publicznej (1999–2001).
W 2001 został mianowany urzędnikiem służby cywilnej oraz związał się zawodowo z Ministerstwem Spraw Zagranicznych, pracując m.in. w Biurze Dyrektora Generalnego, Departamencie do Spraw Postępowań przed Międzynarodowymi Organami Ochrony Praw Człowieka, Biurze Spraw Osobowych (jako naczelnik), Departamencie Dyplomacji Publicznej i Kulturalnej (jako zastępca dyrektora). Przebywał na placówkach: w Konsulacie Generalnym RP w Chicago, dwukrotnie w wydziale konsularnym Ambasady RP w Londynie (2005–2010 oraz 2012–2018 jako kierownik referatu prawnego i p.o. kierownika wydziału w 2016 i 2018). Podczas pracy w Londynie mierzył się m.in. z ofiarami fałszywych pośredników pracy, pomagał w nawiązywaniu kontaktów między instytucjami polskimi a brytyjskimi powołanymi do ochrony praw pracowniczych oraz w przypadkach związanych z ingerencją władz miejscowych w sposób sprawowania opieki rodzicielskiej przez polskich obywateli. Od 1 września 2020 do 2024 był Konsulem Generalnym RP w Manchesterze. W czerwcu 2025 został zastępcą dyrektora Biura Kontroli, Audytu i Ewaluacji MSZ.